# San Juan Toavela
San Juan Toavela är en ort i Mexiko.   Den ligger i kommunen San Juan Petlapa och delstaten Oaxaca, i den sydöstra delen av landet, 400 km sydost om huvudstaden Mexico City. San Juan Toavela ligger 632 meter över havet och antalet invånare är 527.
Terrängen runt San Juan Toavela är kuperad åt nordost, men åt sydväst är den bergig. Runt San Juan Toavela är det glesbefolkat, med 15 invånare per kvadratkilometer. Närmaste större samhälle är San Antonio las Palmas, 16,3 km norr om San Juan Toavela. I omgivningarna runt San Juan Toavela växer i huvudsak städsegrön lövskog.